# كرويية (اسماعيلي كرمان)
کروییة (بالفارسية: کروییه) هي منطقة سكنية تقع في إيران في منطقة إسماعيلي.